# Sion-les-Mines

Localització de Sion-les-Mines

Sion-les-Mines (en bretó Hezin-ar-Mengleuzioù) és un municipi francès, situat a la regió de país del Loira, al departament de Loira Atlàntic, que històricament va formar part de la Bretanya. L'any 2006 tenia 1.511 habitants. Limita amb Ruffigné, Saint-Aubin-des-Châteaux, Lusanger, Derval i Mouais a Loira Atlàntic, Saint-Sulpice-des-Landes i La Dominelais a Ille i Vilaine.

## Demografia
| 1962                                       | 1968  | 1975  | 1982  | 1990  | 1999  |
| ------------------------------------------ | ----- | ----- | ----- | ----- | ----- |
| 1.795                                      | 2.039 | 1.786 | 1.627 | 1.499 | 1.365 |
| Des de 1962: població sense dobles comptes |       |       |       |       |       |

## Administració
| Període   | Identitat     | Partit |
| --------- | ------------- | ------ |
| 2001-2008 | Maryse Hélion |        |
| 2008-     | Joseph David  |        |